# Langues beti
Les langues beti sont un continuum linguistique de langues bantoues parlées dans la grande partie sud du Cameroun.
Les langues beti sont entre autres :
- bebele
- bebil
- eton
- ewondo
- fang
- mengisa
- lemandé

Le beti avait un indicatif ISO 639-3, mais il a été retiré en 2010 parce que les différentes variétés de beti avaient déjà leurs propres indicatifs.